# Modolo
Modolo – miejscowość i gmina we Włoszech, w regionie Sardynia, w prowincji Oristano. Graniczy z Bosa, Flussio, Magomadas i Suni.
Według danych na rok 2004 gminę zamieszkiwało 176 osób, 88 os./km².